# Burgonde
Cet article concerne la langue burgonde. Pour le peuple burgonde, voir Burgondes.
Cet article possède un paronyme, voir Aristide Burgonde.
Le burgonde est une langue germanique aujourd'hui éteinte, parlée essentiellement par les Burgondes et issue du germanique oriental, lui-même issu du germanique commun.
On hésitait à la classer dans les langues germaniques orientales ou occidentales (voir la classification, ci-contre, des langues indo-européennes).

Classification des langues indo-européennes.

Cette langue est peu connue, à part quelques anthroponymes et quelques toponymes. Les termes dialectaux qui pourraient en provenir ne sont pas forcément différents de ceux des autres langues germaniques voisines.
La langue burgonde s'éteint vraisemblablement au cours du VIe siècle.
L'influence du burgonde sur l'évolution distincte du francoprovençal dans la Gallo-Romania est discutée.